# Emile Enrico Ragusa
Emile Enrico Ragusa (Palermo, 18 agosto 1849 – Palermo, 19 novembre 1924) è stato un imprenditore ed entomologo italiano.

## Biografia
Figlio di Maria Felice Costagliola e di Salvatore Ragusa, imprenditore dedito all’attività alberghiera, all’età di quattordici anni, per volontà del padre, Enrico Ragusa viene mandato a studiare a Berlino dove impara, oltre al tedesco anche il francese, l’inglese e il russo.
Tornato in Sicilia nel 1869, comincia a mettere a frutto le competenze alberghiere acquisite inaugurando a Catania il Grand Hotel e ad Agrigento l’Hotel des Temples. Nel 1872 acquista una splendida villa da Benjamin Ingham che trasforma nell’Hotel Des Palmes. Grazie alle notevoli doti imprenditoriali di Ragusa, l’Hotel diventa meta di ospiti di rilievo, come Richard Wagner, Guy de Maupassant e Raymond Roussel.
Esponente della ricca borghesia palermitana, sposa nel 1877 la marchesa Lucia Salvo Cozzo di Pietraganzili, che muore giovanissima, a soli ventisette anni, lasciandolo solo nella crescita delle sei figlie.
Nel 1913, alla vigilia della Grande guerra, a causa del calo dei turisti in tutta la Sicilia e quindi di clientela nei suoi hotel, perde quasi per intero le sue fortune economiche.
È sepolto nel Cimitero di Santa Maria di Gesù.

### Studi entomologici
Parallelamente al suo impegno imprenditoriale, Ragusa coltiva con crescente interesse la sua passione entomologica, nata nel periodo di formazione in Germania. Nel 1870 si iscrive alla Società entomologica italiana e comincia ad inviare i suoi lavori entomologici al Bullettino della stessa società, dimostrando grande capacità nella descrizione e nella diagnosi delle specie.
Tra i suoi contributi si ricorda in particolare: Breve escursione entomologica fatta sulle Madonie e ne’ boschi di Caronia (III (1871), pp. 366-380); Escursioni fatte sul Monte Pellegrino presso Palermo (V (1873), pp. 170-179); Calendario coleotterologico per Palermo e dintorni (VI (1874), pp. 302-312); Gita entomologica all’isola di Pantelleria (VII (1875), pp. 238-256).
Intraprende e mantiene rapporti continui con Pietro Doderlaein, Teodosio De Stefani Perez e Giuseppe Riggio, mentre con altri scienziati dell'epoca fonda il mensile Il naturalista siciliano. Giornale di scienze naturali che vedrà la collaborazione di grandi naturalisti del tempo quali  Giuseppe Seguenza e Francesco Minà Palumbo e contribuirà enormemente allo studio della biodiversità siciliana.
La più ingente parte della produzione scientifica di Ragusa è ospitata nel Naturalista siciliano (53 pubblicazioni) dedicate in particolar modo agli Emitteri, Coleotteri e Lepidotteri.
Il suo Catalogo ragionato dei Coleotteri di Sicilia, pubblicato a Palermo nel 1883, costituisce ancora oggi per gli specialisti un punto di riferimento indiscutibile.
Grazie alla passione e alla disponibilità economica, Enrico Ragusa riuscì ad allestire cinque significative collezioni, oggi disponibili presso importanti istituzionali culturali europee: una di Coleotteri siciliani  una di Coleotteri europei (entrambi oggi esposte al Museo del dipartimento di biologia animale dell'Università di Catania), una di Lepidotteri siciliani (appartenuta a Luigi Failla Tedaldi, composta da diverse migliaia di esemplari e oggi conservata al British Museum di Londra), una di Lepidotteri europei e una di Emitteri (oggi appartenente all'Istituto di entomologia agraria Filippo Silvestri di Portici).